# The Way We Were (singolo)
The Way We Were è una canzone del 1973 interpretata da Barbra Streisand per la colonna sonora del film Come eravamo.

## Descrizione
The Way We Were fu scritta da Alan Bergman e Marilyn Bergman, ed arrangiata da Marvin Hamlisch, per la colonna sonora del film Come eravamo con protagonista Barbra Streisand e Robert Redford. Il brano vinse il premio Oscar ed il Golden Globe per la migliore canzone, oltre ad ottenere la posizione numero otto della "lista delle migliori 100 canzoni tratte da film" stilata dalla AFI.
The Way We Were raggiunse la vetta della classifica canadese e statunitense Billboard Hot 100 per una settimana nel 1974, ma fu spodestata dalla vetta da Love's Theme della Love Unlimited Orchestra. In seguito il singolo tornò nuovamente in vetta per altre due settimane risultando il più venduto dell'anno e vinse il Grammy Award for Song of the Year 1975. Il singolo stette alla numero uno anche della adult contemporary chart per due settimane. In quella occasione, la Streisand raggiunse la vetta di quella classifica per la seconda volta dopo People del 1964.
La versione di The Way We Were pubblicata sul singolo utilizzava una traccia audio differente, da quella presente nell'album della colonna sonora di Come eravamo e nei successivi greatest hits. La differenza principale fra le due versioni è facilmente riconoscibile nella frase "Smiles we gave to one another", approssimativamente ad 1 minuto e 15 secondi dall'inizio e, in seguito, nella frase "So it's the laughter we will remember, whenever we remember...". La versione del brano registrata sul 45 giri non fu mai inserita in alcun album.
Il brano è stato classificato alla novantesima posizione della lista Billboard's Greatest Songs of All Time.

## Cover
Una versione del 1975 registrata da Gladys Knight & the Pips accreditata con il titolo The Way We Were/Try to Remember raggiunse l'undicesima posizione della Billboard Hot 100 e la sesta della Hot Soul Singles.
Doris Day ha cantato una versione delicatissima nel programma per la CBS Doris Day Today nel 1975.
Donna Summer ne interpretò una cover nell'album dal vivo del 1978 Live and More.
Nel 1979 Gilda Radner ne registrò una parodia per l'album Live From New York.
Nell'aprile 2006 Paris Bennett interpretò una cover del brano (nella versione di Gladys Knight & the Pips) durante la quinta stagione del reality show American Idol.
Nel 2007 Barry Manilow ha registrato il brano nella compilation The Greatest Songs of the Seventies.
Nel 2008 le Girlicious hanno registrato una loro versione del brano nell'album Girlicious.
Nel film Una pallottola spuntata 2 e 1/2 - L'odore della paura, il personaggio interpretato da Priscilla Presley canta il brano sotto la doccia, mentre un uomo al di fuori che avrebbe dovuto ucciderla si unisce a lei nel ritornello del brano.
Il 30 dicembre 2008, Beyoncé ha cantato The Way We Were al Kennedy Center Honors a Washington, davanti a Barbra Streisand.
Nel 2014 il brano viene reinterpretato in chiave punk rock dalla cover band statunitense Me First and the Gimme Gimmes nell'album Are We Not Men? We Are Diva!